# Paramyxoviridae
A Paramyxoviridae a vírusok egyik családja. Genomjuk egyszálú RNS-ből áll. A családba 7 nemzetségben 49 ismert faj tartozik, köztük olyan fontos humán patogének, mint a kanyaróvírus, a mumpszvírus vagy a parainfluenza vírusa. Különböző fajai az emberen kívül szinte minden más gerincest (halakat, hüllőket, madarakat, emlősöket) megfertőzhetnek. 

## Szerkezetük
A paramyxovírusok virionja az esetek többségében 150-350 nanométer átmérőjű gömb alakú részecske, de előfordulnak fonalszerű vírusok is. Felületüket a gazdasejt sejtmembránjából származó lipidburok borítja és ebbe ágyazódnak bele a tüskeszerű nyúlványok, amelyek vagy fúziós (F) vagy kapcsolódó (HN, H vagy G) proteinekból állnak és feladatuk a gazdasejthez való kötődés, valamint az abba való behatolás. A mátrix (M) protein a lipidburok alatt helyezkedik el, belőle van a legtöbb a virionban és alapvető szerepet játszik a vírus összeszerelődésében, valamint a nukleokapszid és a külső burok összekapcsolásában. Belül található a nukleokapszid mag (core), amely a 15-19 ezer bázis hosszú, egyszálú RNS genomból és a hozzá tapadó nukleokapszid proteinből (N) áll. Ehhez kapcsolódik még a nagy polimerázfehérje (L) és a foszfoproteinek (P). A nukleokapszid helikális (csavarvonalszerű) felépítésű, átmérője 13-18 nanométer.
A genom egy darab, egyszálú, negatív-szenz (fehérjeátírásra nem alkalmas) RNS, amelyen fajtól függően 6-10 gén található. A P gén egymást átfedő leolvasási keretei miatt 12 fehérje is készülhet róla. A genom egy kb. 50 bázisos vezérszakasszal indul, majd pl. a rubulavírusok esetén a génsorrend: N-V/P-M-F-SH-HN-L; végül egy 12-161 „trailer” szakasszal végződik.  

## Életciklusa
A sejtfelszíni receptorhoz kötődő fehérjéket a funkciója szerint HN, H vagy G betűkkel jelölik. A HN-fehérje (pl. a mumpsz vagy a baromfipestis vírusának van ilyen) képes megkötni a felszíni sziálsavat, valamint a már megfertőzött sejt felszínéről le is vagdossa a többit. A H-protein (kanyaró) megköti a sziálsavat, de vágófunkciója nincs. Érdekes módon ezen vírusok fő receptora nem a sziálsav, hanem a CD46 és SLAM („szignál limfocita aktiváló molekula”) proteinek. A G-proteinek (Hendra vírus, Nipah vírus) pedig se nem kötik vagy vágják a sziálsavat, hanem az ephrin B2 sejtfelszíni fehérjéhez kapcsolódnak.
A gazdasejthez való kapcsolódás után a paramyxovírus a trimer fúziós (F) protein segítségével fuzionálja saját és a sejt lipidmembránját. Az F-protein a környező sejtek külső hártyáit is összeolvaszthatja, hatalmas, sokmagvú szincíciumokat hozva létre. A vírusreplikáció teljes egészében a citoplazmában megy végbe. A vírus L-proteinje először kétszálúvá egészíti ki az egyszálú vírusgenomot, majd az új pozitív-szenz szálról a sejt fehérjeszintetizáló berendezésével megkezdődik a vírusfehérjék átírása. A genom sok példányban történő másolását is az L-protein végzi. A kész HN (H vagy G) fehérjék a sejtmembránba ágyazódnak, ahol a hozzájuk kapcsolódó mátrixprotein segítségével elkezdődik az új vírusrészecskék kialakulása, a bimbózás. 

## Epidemiológia
A paramyxovírusok szinte valamennyi gerincest megfertőzhetik. Közülük többen humán patogének, mint a kanyaró, mumpsz vagy a parainfluenza vírusai. A baromfipestis (Newcastle-kór) a házi- és vadmadarak körében pusztít, míg a szopornyica a kutyák, a keleti marhavész pedig a patások rettegett betegsége. Halakat vagy hüllőket megbetegítő paramyxovírusfajok is léteznek. Többségük légzőszervi megbetegedést okoz és cseppfertőzéssel vagy a beteg testnedveivel terjed. A baromfipestis ürülékkel is átadódik.
A még ma is évente kb. 70 ezer áldozatot szedő kanyaróvírus szisztémás megbetegedést okoz, amely lázzal és kiütésekkel jár, de szövődményei közé tartozik az agyvelő- és a tüdőgyulladás.
A Nipah vírus 1999-ben terjedt át Délkelet-Ázsiában a gyümölcsevő denevérekről a sertésekre, majd az emberre. A járványban 257-en betegedtek meg és 105 halálozás történt. Eközben csak Szingapúrban egymillió sertést pusztítottak el.             

## Taxonómia
| Nemzetség         | Hivatalos fajnév               | Általánosan használt fajnév (angol rövidítés) |
| Aquaparamyxovirus | Lazac aquaparamyxovírus        | Lazac paramyxovírus (AsaPV)                   |
| Avulavirus        | Madár avulavírus 1             | madár paramyxovírus 1 (APMV-1)                |
| Avulavirus        | Madár avulavírus 2             | Madár paramyxovírus 2 (APMV-2)                |
| Avulavirus        | Madár avulavírus 3             | Madár paramyxovírus 3 (APMV-3)                |
| Avulavirus        | Madár avulavírus 4             | Madár paramyxovírus 4 (APMV-4)                |
| Avulavirus        | Madár avulavírus 5             | Madár paramyxovírus 5                         |
| Avulavirus        | Madár avulavírus 7             | Madár paramyxovírus 6 (APMV-6)                |
| Avulavirus        | Madár avulavírus 7             | Madár paramyxovírus 7 (APMV-7)                |
| Avulavirus        | Madár avulavírus 8             | Madár paramyxovírus 8 (APMV-8)                |
| Avulavirus        | Madár avulavírus 9             | Madár paramyxovírus 9 (APMV-9)                |
| Avulavirus        | Madár avulavírus 10            | Madár paramyxovírus 10 (APMV-10)              |
| Avulavirus        | Madár avulavírus 11            | Madár paramyxovírus 11 (APMV-11)              |
| Avulavirus        | Madár avulavírus 12            | Madár paramyxovírus 12 (APMV-12)              |
| Avulavirus        | Madár avulavírus 13            | Madár paramyxovírus 13 (APMV-13)              |
| Ferlavirus        | Hüllő ferlavírus               | Fer-de-Lance vírus (FDLV)                     |
| Henipavirus       | Cedar-henipavírus              | Cedar-vírus (CedV)                            |
| Henipavirus       | Ghánai denevér-henipavírus     | Kumasi-vírus (KV)                             |
| Henipavirus       | Hendra-henipavírus             | Hendra vírus (HeV)                            |
| Henipavirus       | Mojiang-henipavírus            | Mojiang-vírus (MojV)                          |
| Henipavirus       | Nipah-henipavírus              | Nipah vírus (NiV)                             |
| Morbillivirus     | Kutya morbillivírus            | Szopornyicavírus (CDV)                        |
| Morbillivirus     | Cet morbillivírus              | Cet morbillivírus (CeMV)                      |
| Morbillivirus     | Macska morbillivírus           | Macska morbillivírus (FeMV)                   |
| Morbillivirus     | Kanyaró morbillivírus          | Kanyaróvírus (MeV)                            |
| Morbillivirus     | Kiskérődző-morbillivírus       | Kiskérődzővész-vírus (PPRV)                   |
| Morbillivirus     | Fóka morbillivírus             | Fókaszopornyica-vírus (PDV)                   |
| Morbillivirus     | Keleti marhavész-morbillivírus | Keleti marhavész-vírus (RPV)                  |
| Respirovirus      | Marha respirovírus 3           | Marha parainfluenzavírus 3 (BPIV-3)           |
| Respirovirus      | Humán respirovírus 1           | Humán parainfluenzavírus 1 (HPIV-1)           |
| Respirovirus      | Humán respirovírus 3           | Humán parainfluenzavírus 3 (HPIV-3)           |
| Respirovirus      | Egér respirovírus              | Sendai-vírus (SeV)                            |
| Respirovirus      | Sertés respirovírus 1          | Sertés parainfluenzavírus 1 (PPIV-1)          |
| Rubulavirus       | Achimota-rubulavírus 1         | Achimota-vírus 1 (AchPV-1)                    |
| Rubulavirus       | Achimota-rubulavírus 2         | Achimota-vírus 2 (AchPV-2)                    |
| Rubulavirus       | Denevérmumpsz-rubulavírus      | Denevérmumpsz-vírus                           |
| Rubulavirus       | Kutya rubulavírus              | Parainfluenzavírus 5 (PIV-5)                  |
| Rubulavirus       | Humán rubulavírus 2            | Humán parainfluenzavírus 2 (HPIV-2)           |
| Rubulavirus       | Humán rubulavírus 4            | Humán parainfluenzavírus 4a (HPIV-4a)         |
| Rubulavirus       | Humán rubulavírus 4            | Humán parainfluenzavírus 4b (HPIV-4b)         |
| Rubulavirus       | Mapuera-rubulavírus            | Mapuera-vírus (MapV)                          |
| Rubulavirus       | Menangle-rubulavírus           | Menangle-vírus (MenPV)                        |
| Rubulavirus       | Mumpsz-rubulavírus             | Mumpszvírus (MuV)                             |
| Rubulavirus       | Sertés rubulavírus             | La Piedad Michoacán Mexico-vírus (LPMV)       |
| Rubulavirus       | Majom rubulavírus              | Majomvírus 41 (SV-41)                         |
| Rubulavirus       | Sosuga-rubulavírus             | Sosuga-vírus                                  |
| Rubulavirus       | Teviot-rubulavírus             | Teviot-vírus (TevPV)                          |
| Rubulavirus       | Tioman-rubulavírus             | Tioman-vírus (TioPV)                          |
| Rubulavirus       | Tuhoko-rubulavírus 1           | Tuhoko-virus 1 (ThkPV-1)                      |
| Rubulavirus       | Tuhoko-rubulavirus 2           | Tuhoko-vírus 2 (ThkPV-2)                      |
| Rubulavirus       | Tuhoko-rubulavírus 3           | Tuhoko-vírus 3 (ThkPV-3)                      |